# Abkürzungen der Pfälzischen Eisenbahnen
Bei den Abkürzungen der Pfälzischen Eisenbahnen handelt es sich um solche, die in den Wagen-Verzeichnissen der Pfälzischen Eisenbahnen benutzt werden. Diese Abkürzungen sind auch in dieser Form in dem Wagenstands-Verzeichnis vom 1902 auf dem Vorblatt VII zusammengestellt (siehe auch die nebenstehende Abbildung des Originals). Im Folgenden wird auf die einzelnen Spalten der Wagenstandslisten verwiesen, in welchen die hier erläuterten Abkürzungen stehen.

## Spalte Hersteller

Vorlage aus dem Wagenstandsverzeichnis von 1902

Die Kurzzeichen für die diversen Hersteller des Wagenmaterials der Pfälzische Eisenbahnen entsprechen den Einträgen im Wagenverzeichnis von 1902. Es bedeuten dabei:
| Abkürzung | Herstellername                                                                                         |
| --------- | --- |
| A.R.      | steht für die Firma A. Renner, Braunschweig                                                            |
| B.V.G.    | steht für den Bochumer Verein für Bergbau und Gussstahlfabrikation                                     |
| D.N.      | steht für die Firma de Dietrich & Co. in Niederbronn (Elsass)                                          |
| F.H.      | steht für die Waggonfabrik Fuchs, Heidelberg                                                           |
| G.B.      | steht für die Gesellschaft zur Produktion von Eisenbahnmaterial, Berlin                                |
| G.G.      | steht für die Waggonfabrik Gebrüder Gastell, Mainz-Mombach                                             |
| G.H.      | steht für die Vorläuferfirma von Gebr. Gastell, die Fa. Gastell & Harig (bis 1872)                     |
| G.W.      | steht für die Firma Gothaer Waggonfabrik, Gotha                                                        |
| Hofm.     | steht für die Waggonfabrik der Gebr. Hofmann & Co. in Breslau; später Zusammenschluss zu Linke-Hofmann |
| K.Co.     | steht für die Eisengießerei Klett & Comp., Nürnberg; später MAN                                        |
| K.K.      | steht für die Firma Kramer Klett in Nürnberg                                                           |
| M.B.A.V.  | steht für die Firma Mechernicher Bergwerks-Actien-Verein                                               |
| M.E.      | steht für die Firma Maschinenfabrik Esslingen                                                          |
| M.& F.    | steht für die Firma Mohr & Federhaff, Mannheim                                                         |
| M.K.      | steht für die Firma Maschinenbau-Gesellschaft Karlsruhe                                                |
| M.N.      | steht für die Firma Maschinenbau-Gesellschaft Nürnberg, später MAN                                     |
| P.Sch.    | steht für die Firma Gießerei und Maschinenfabrik Paul Schütze, Oggersheim                              |
| Rft.      | steht für die Firma J. C. Reiffert & Co. Bockenheim b. Frankfurt a. M.                                 |
| Rg.       | steht für die Firma Waggonfabrik Jos. Rathgeber, München                                               |
| Schm.     | steht für die Maschinenfabrik und Kesselschmiede Joh. Schmahl in Mainz                                 |
| Sch.M.    | steht für die Waggonfabrik Schmieder & Mayer in Karlsruhe                                              |
| Talbot    | steht für die Waggonfabrik G. Talbot & Co. in Aachen                                                   |
| Wegm.     | steht für die Waggonfabrik Wegmann & Co. in Kassel                                                     |
| W. Fr.    | steht für die Waggonfabrik Frankfurt a. M.                                                             |
| W.F.L.    | steht für die Waggonfabrik Ludwigshafen a. Rh.                                                         |
| W.L.      | steht für die Werkstätte Ludwigshafen der Pfälzischen Eisenbahn                                        |
| W.K.      | steht für die Werkstätte Kaiserslautern der Pfälzischen Eisenbahn                                      |
| W.R.      | steht für die Waggonfabrik Actien-Gesellschaft Rastatt                                                 |
| W.W.      | steht für die Waggonfabrik Würzburg, vorm. Fa. Noell                                                   |
| W. & D.   | steht für die Firma Wuth & Dieterich in Halle a.S.                                                     |
| Zyp.      | steht für die Firma v.d. Zypen & Charlier in Deutz bei Köln                                            |

## Spalte Achsengattung

Vorlage aus dem Wagenstandsverzeichnis von 1902

Hier werden die unterschiedlichen Normalien für Achsen und Räder aufgeführt so wie sie im Zusatzblatt VI zum Verzeichnis von 1902 aufgeführt sind. Die verschiedenen Normalien werden nur durch Kleinbuchstaben von „a“ bis „e“ gekennzeichnet.
| Beleuchtungsarten | Beleuchtungsarten                                                                                           |
| Abkürzung         | Bedeutung                                                                                                   |
| ----------------- | --- |
| a                 | „alte“ Normalie für Speichenrädern mit einem Laufkreisdurchmesser von 1014 mm und Achsen mit 5 to Tragkraft |
| b                 | Normalie für Speichenräder mit einem Laufkreisdurchmesser von 1014 mm und Achsen von 10 to Tragkraft        |
| c                 | Normalie für Speichenräder mit Laufkreisdurchmesser von 1014 mm, 980 mm oder 960 mm und 10 to Tragkraft     |
| d                 | Normalie für Speichenräder mit Laufkreisdurchmesser von 1014 mm, 980 mm oder 960 mm und 15 to Tragkraft     |
| e                 | Normalie für Schmalspur-Speichenräder mit Laufkreisdurchmesser von 777 mm                                   |

## Spalte Beleuchtungen
Hier werden die unterschiedlichen Formen von Beleuchtungen aufgeführt.
| Beleuchtungsarten | Beleuchtungsarten            |
| Abkürzung         | Bedeutung                    |
| ----------------- | ---------------------------- |
| Elect.            | Elektrische Beleuchtung      |
| G                 | Gasbeleuchtung               |
| Kz.               | Kerzenbeleuchtung            |
| Öl                | Beleuchtung mit Rüböl-Lampen |

## Spalte Bremsen
Hier werden die Informationen zu den diversen Handbremsen, Druckluft- und Saugluftbremsen sowie den Bremsleitungen zusammengefasst.
| Handbremsarten | Handbremsarten                                                                                              |
| Abkürzung      | Bedeutung                                                                                                   |
| -------------- | --- |
| Sp.            | Handbremse, Handspindelbremse                                                                               |
| Brh            | Bremserhaus; halboffen oder geschlossen, auf der Ladefläche stehend oder hochgesetzt, mit Handspindelbremse |
| Fsbr           | Freisitzbremse; offener Bremsersitz, mit Handspindelbremse                                                  |
| Hb.            | Beberlein-Bremse                                                                                            |
| Pl             | Handspindelbremse auf einer Plattform; ggf. auch beidseitig                                                 |

| Druckluftbremsarten | Druckluftbremsarten                                               |
| Abkürzung           | Bedeutung                                                         |
| ------------------- | ----------------------------------------------------------------- |
| Kp                  | Kartpenter Bremse; Zweikammersystem (auch Schreibweise Carpenter) |
| Sbr.                | Schleifer Bremse; Zweikammernsystem                               |
| Ssbr.               | Schleifer-Schnellbremse; Einkammernsystem                         |
| Wbr.                | Westinghouse-Bremse ohne Schnellwirkung                           |
| Wna.                | Westinghouse-Bremse nicht automatisch                             |
| Wsbr.               | Westinghouse-Bremse, Schnellbremse                                |
| Ll.                 | Leitung für Druckluftbremse                                       |

| Saugluft Bremsarten | Saugluft Bremsarten                                         |
| Abkürzung           | Bedeutung                                                   |
| ------------------- | ----------------------------------------------------------- |
| Hy.                 | Leitung für Hardy-Bremse (nichtselbständige Luftsaugbremse) |
| Ktg.                | Körting Vacuumbremse                                        |

## Spalte Heizungen
Hier werden zusammengefasst die Informationen zu den diversen Heizungsarten sowie den dazugehörenden Heiz-Leitungen angegeben.
| Heizungsarten | Heizungsarten                                                   |
| Abkürzung     | Bedeutung                                                       |
| ------------- | --------------------------------------------------------------- |
| D.            | Dampfheizung; per Heizleitung vom Dampferzeuger aus verteilt    |
| G.            | Gas-Heizung                                                     |
| Of.           | Ofenheizung                                                     |
| Pr            | Presskohleheizung; Kleinöfen mit besonderer Verbrennungstechnik |
| DL            | Leitung für Dampfheizung                                        |

## Spalte Signalhalter
Hier werden die Informationen zu den diversen Signal-Haltern zusammengefasst. Diese zusätzlich zu den für die von der K.Bay.Sts.B. vorgeschriebenen Signalhalter wurden notwendig, damit die damit bestückten Fahrzeuge in das Gebiet einer fremden Gesellschaft wechseln konnten. Mit der jeweiligen Abkürzung wird entweder das Land oder die Gesellschaft im Land angegeben.
| Signalhalter | Signalhalter                                               |
| Abkürzung    | Bedeutung                                                  |
| ------------ | ---------------------------------------------------------- |
| AT           | beim Wechsel in das Gebiet der Österreichischen Staatsbahn |
| BE           | bei Wechsel in das Gebiet der Belgischen Staatsbahn        |
| CH           | beim Wechsel in das Gebiet der Schweiz                     |
| FR           | beim Wechsel in das Gebiet der Französischen Ostbahn       |
| IT           | beim Wechsel in das Gebiet der Italienischen Staatsbahn    |

## Spalte Untergestell
Hier werden die Informationen zu den diversen Bauformen der Untergestelle zusammengefasst. D.h. es wird mitgeteilt welche Materialien für das Grundgerüst des Untergestells verwendet wurden.
| Untergestell | Untergestell |
| Abkürzung    | Bedeutung |
| ------------ | --- |
| E            | das Untergestell ist komplett aus EISEN gebaut |
| H            | das Untergestell ist komplett aus HOLZ gebaut |
| H,E          | das Untergestell ist bis auf die äußeren Längsträger komplett aus HOLZ gebaut |
| E,H          | bis auf die „Kopfschwellen“ (Pufferbohlen) ist das Untergestell aus EISEN aufgebaut. Die Kopfschwellen dagegen sind aus HOLZ                                                                             |
| HE, E        | die Längsträger und sonstige Untergestellteile sind aus HOLZ und EISEN, die Kopfschwellen aus EISEN aufgebaut. Das bedeutet ggf., dass die Längsträger aus HOLZ waren, welche mit EISEN beplankt wurden. |

## Kennungen der Abteiltypen
Zusätzlich zu den Erläuterungen gemäß den Spalten in den diversen Wagenstandsverzeichnissen hier noch Beschreibungen zu den für die Bezeichnung der Abteilarten gebrauchten Abkürzungen.
| Arten und Anzahl der jeweiligen Abteiltype | Arten und Anzahl der jeweiligen Abteiltype |
| Abkürzung                                  | Bedeutung |
| ------------------------------------------ | --- |
| I, II, III, IV                             | In römischen Ziffern die Art der jeweiligen Beförderungsklasse. In der ersten Zeile die Anzahl der Abteile, darunter – in kursiver Schrift – die Anzahl der Sitzplätze in den Abteilen.                                                                         |
| O, M,                                      | Kennung für die Nutzung bei Militär-Transporten. O = Offiziere, M = Mannschaften. Für die Offiziere wurden die Sitze der I. und II. Klasse reserviert, den Mannschaften wurden die übrigen Klassen zugewiesen. Es wird nur die Anzahl der Sitzplätze angegeben. |
| A                                          | Abort bzw. Abort mit Waschgelegenheit |
| B                                          | Brief- und Briefsortierabteil |
| D                                          | Dienstabteil für unterschiedliche Aufgaben |
| G                                          | Gepäckabteil, sowohl für Personen- als auch für Güterzugwagen |
| P                                          | Pack- bzw. Paketabteil in Postwagen |
| V                                          | Abteil für Kleinvieh und/oder Hunde |
| Z                                          | verschließbares Zollabteil, Zugang nur für eingeschränkten Personenkreis. |